# ワッキング
ワッキング（英: Waacking）とは、1970年代のディスコ全盛期にアメリカ合衆国ロサンゼルスのLGBTクラブで発祥したストリートダンスである。70年代のディスコミュージックに合わせ、回転する腕の動き、ポージング、表現力に重点を置くことなどが主な特徴である。

## 歴史
70年代初期、ダンススタイルの一種であるパンキングが出現したが、当時、「punk」という単語はゲイの男性の蔑称であった。クラブに通う人々は幅広くパンキングに参加していたが、このダンスにネガティブな意味合いを持たせたくなかったため、パンキングの中で腕を頭の上でリズミカルに動かす特定の動きを指す「whack」という言葉に因んで、このジャンル名を「ワッキン（Waackin）」に変更した。その後、ジェフリー・ダニエルが「g」を付け加えて「ワッキング（Waacking）」とし、現在一般的に知られている名称となった。なお、「Whacking」や「Wacking」も、ワッキングを指す言葉として使用されることがある。
ワッキングの元祖は、地下で輸入ディスコミュージックに合わせて踊っていたと言われており、音楽は、ダンスフロアのエネルギッシュな雰囲気を醸し出すためにピッチを上げられていることが多かった。ワッキングの流行は主に地下にとどまっていたが、アメリカのダンス音楽番組『ソウル・トレイン』をきっかけに大衆化し、ロサンゼルスを拠点とするワッキングダンスグループ「Outrageous Waacking Dancers」の結成に影響を与えた。2011年には、アメリカのテレビシリーズ『アメリカン・ダンスアイドル』でクマリ・スラジが振付したダンスルーティーンで新たな注目を集めた。その後、サウスカロライナ大学演劇・ダンス学科などのダンスプログラムに取り入れられるなど、ワッキングの認知度は高まっている。

## 影響
20世紀後半に出現した他の多くのストリートダンス同様、ジャズダンス、体操、格闘技など、他の形態の動きやダンスから様々な影響を受けている。また、ロッキングと視覚的に類似しているが、これはワッキングとロッキングが同時期にロサンゼルスのクラブシーンで発展したことに起因すると考えられる。主な違いは成立したコミュニティで、ワッキングは主にLGBTクラブで成立したのに対し、ロッキングはより幅広いクラブコミュニティで成立した。さらに、音楽も、ワッキングはディスコ音楽、ロッキングはファンク音楽を使用するなど、異なっている。
ハリウッドもワッキングに大きな影響を与えた。ダンサーたちは、映画スターのローレン・バコール、マレーネ・ディートリヒ、ベティ・デイヴィス、ジェームズ・ディーンなどからスタイル的なインスピレーションを得ていた。これらのインスピレーションは、動きやポーズのみでなく、衣装や表情など、ダンスの他の側面にも表れている。
現代のポップカルチャーでは、アニメ番組『スティーブン・ユニバース』のキャラクターであるガーネットが魔法の力を発生させる（魔法の武器を呼びだす、他のキャラクターと融合する）際の動きに例えられていることで有名である。